# Shining Force Gaiden
Shining Force Gaiden (シャイニング・フォース外伝 ～遠征・邪神の国へ～ Shainingu Fōsu Gaiden: Ensei - Jashin no Kuni he?, traducción tentativa: “Shining Force Gaiden: El Viaje – El País de los Dioses Malvados”) es un videojuego de rol táctico publicado en 1992, solo en Japón, para la consola Sega Game Gear. Años más tarde sería relanzado como parte del Shining Force CD en Japón, Norteamérica y Europa. Los eventos toman lugar 20 años después del segundo juego de la serie Shining, y es el predecesor directo del cuarto título de la serie, el Shining Force: The Sword of Hajya (“Shining Force Gaiden II”). El subtítulo del juego se traduce en Shininig Force CD como "Towards the Root of Evil".

## Jugabilidad
El juego consiste en una serie de batallas de tipo tácticas que incluye interludios con escenas de acción. Entre las batallas el jugador puede guardar el juego, promover personajes (subir de nivel y rango), revivir compañeros caídos y a veces también comprar y vender armas o elementos curativos. El combate y la forma de subir niveles son idénticos a los de Shining Force.
Pese a ser en idioma japonés, los menú son en inglés, y no representa mucha dificultad para los no hablantes del idioma, con excepción de manejo de armas o exploración, cuya dificultad representa un problema menor.

## Historia
El jugador controla a Nick, un visitante que va a Guardiana  (mal traducido como “Gardiana” en Shining Force CD), que es elegido para ser el nuevo líder del “equipo de la luz” (“Shining Force”) de Guardiana. El grupo emprenderá el viaje rumbo al reino de Cypress para rescatar a los soldados cautivos y encontrar una manera de curar a la Reina Anri, quien se encuentra dormida bajo un hechizo lanzado por el embajador de Cypress, Woldol.

## Continuidad en la serie Shining
El juego tiene lugar 20 años después de los eventos de Shining Force, y es, en efecto, una secuela de este. El relato del juego continúa la historia de Guardiana. Anri, Ken, Lug (erróneamente llamado “Luke” en Shining Force y en “”Resurrection of the Dark Dragon”), y Lowe, quienes fueron personajes jugables en Shining Force, son ahora personajes principales, y algunos de ellos en determinados momentos son jugables. Domingo, otro personaje de Shining Force (semi-oculto) aparece pero como oculto. El equipo inicial incluye a los hijos de Lug, Ken y Hans, además de incluir a la hermana de Tao (Wendy).
El juego da inicio a la “Saga Cypress”, que continúa en Shining Force: The Sword of Hajya y en Shining Force CD. En “The Sword of Hajya” (Gaiden II), la historia se desarrolla solo dos meses después de lo ocurrido al finalizar el Gaiden I, y cuenta el desenlace de la batalla entre las fuerzas de Cypress y los navegantes de Iom.